# Der Paria

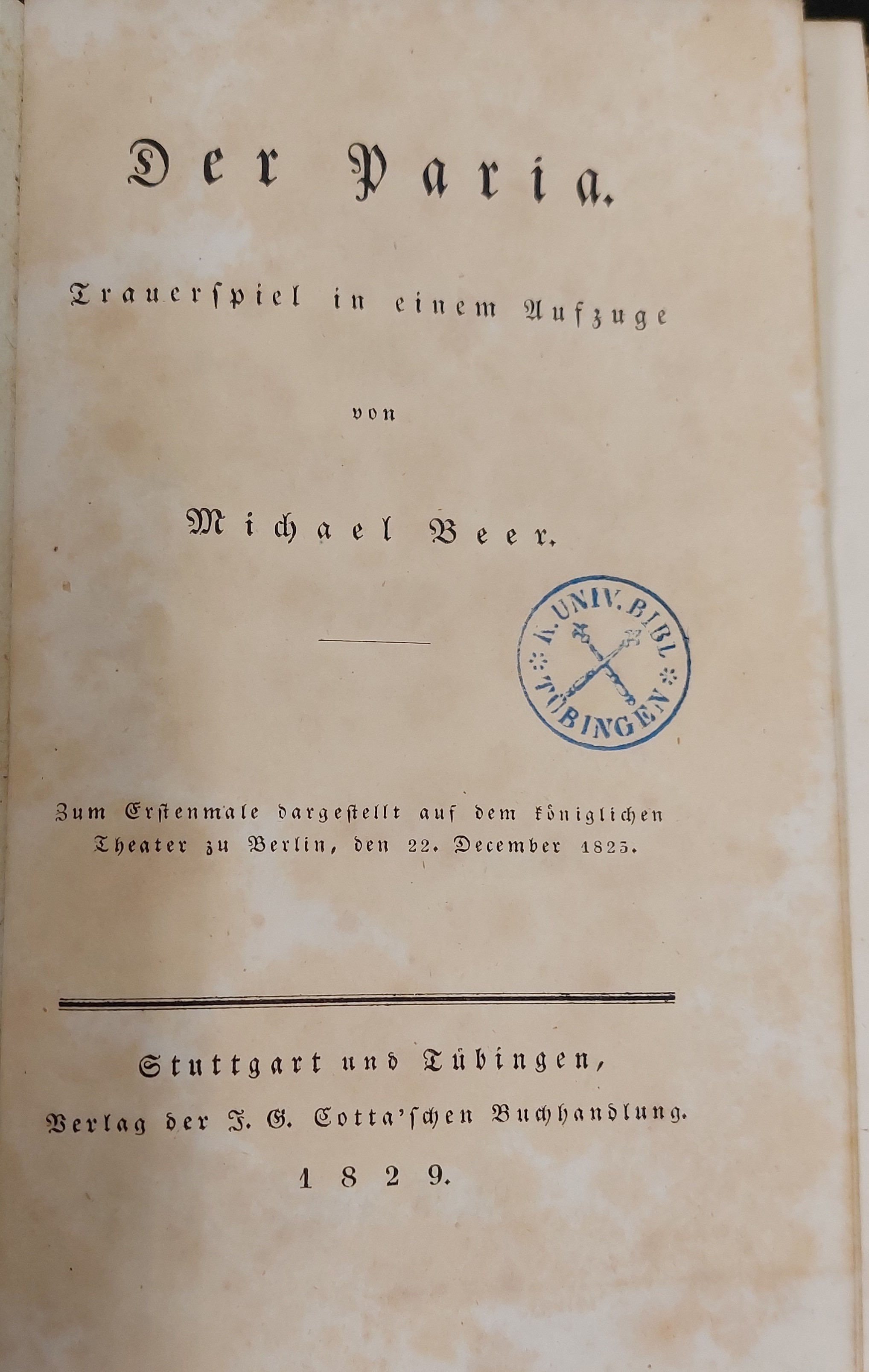
Ausgabe bei Cotta 1829

Der Paria – Band Nr. 27 in der ersten nachweisbaren Anzeige von Reclams Universal-Bibliothek in einer Zeitung (Leipziger Zeitung vom 4. Februar 1868)

Der Paria ist ein Trauerspiel in einem Akt des deutschen Schriftstellers und Dramatikers Michael Beer (1800–1833), des jüngeren Bruders des Komponisten Giacomo Meyerbeer (1791–1864). Mit seinem im Königlichen Theater zu Berlin am 22. Dezember 1823 uraufgeführten Theaterstück Der Paria setzte sich der einer wohlhabenden jüdischen Familie entstammende Berliner Dramatiker für die Emanzipation der Juden ein.

## Kurzeinführung
Michael Beer wendet sich darin gegen jede Form von Intoleranz.
Ein bekannter, mit einem Wehklagen Gadhis (des Parias) verbundener Ausspruch aus dem Stück ist: „Dürft’ ich nur Mensch seyn unter Menschen! – ach!“
Der Einakter steht in der Tradition von Lessings (Lustspiel) Die Juden (1749). Darauf bezogen, kann das Drama Michael Beers so gelesen werden, dass Gadhi, der Protagonist des Stücks, den Typus des aufgeklärten Juden darstellt [= Michael Beer], während Maja (Gadhis Frau) den Teil der nicht-jüdischen Bevölkerung repräsentiert, der aufgeschlossen gegenüber Juden ist, wie es etwa in den Berliner Salons der Fall war. Benascar hingegen symbolisiert jene nicht-jüdischen Gruppen, die den Kontakt mit Juden meiden und Vorurteile gegen sie pflegen.
Der Darstellung von Hermann Hettner in der Allgemeinen Deutschen Biographie von 1875 zufolge stellt Der Paria einen „Schmerzensschrei über die Pariastellung des Judenthums“ dar.
Der weitgereiste Beer wurde am Hofe Ludwigs I. von Bayern gefördert und er war mit dem Innenminister Eduard von Schenk befreundet, dem (posthumen) Herausgeber seiner Sämtlichen Werke. Goethe schätzte sein Werk.

## Ausgaben
- Der Paria. Trauerspiel in einem Aufzuge. Zum Erstenmale dargestellt auf dem königlichen Theater zu Berlin, den 22. December 1823. J. G. Cotta, Stuttgart/Tübingen 1829 (Online-Teilansicht)
- Der Paria. In: Sämmtliche Werke von Michael Beer. Herausgegeben von Eduard von Schenk. Mit einem Bildnisse des Dichters. F. A. Brockhaus, Leipzig 1835 (Online)
- Der Paria. Trauerspiel in einem Aufzug. Reclam, Leipzig 1867 (= Reclams Universal-Bibliothek, 27).[5]